# Rio Bilca
O Rio Bilca é um rio da Romênia afluente do Rio Trotuş, localizado no distrito de Bacău.